# 9 червня
9 червня — 160-й день року (161-й у високосні роки) в григоріанському календарі. До кінця року залишається 205 днів.

## Свята і пам'ятні дні

### Міжнародні
- ООН: Міжнародний неофіційний день друзів
- ООН: Міжнародний день акредитації
- Всесвітній день пам'яті домашніх тварин.
- Міжнародний день архівів чи Свято архіваріуса.
- День Дональда Дака.

### Національні
- Уганда: Національний день героїв.
- США:
  - День єдності рас.
  - День пирога з полуницею і ревенем.
- Фінляндія: День Аландських островів.
- Бразилія: День Апостола Жозе ді Аншіети.
- Іспанія:
  - День Ла-Ріохи. (La Rioja Day) (1982)
  - День Мурсії. (Día de la Región de Murcia) (1982)
- Аргентина: День геологів (Día del Geólogo)

### Релігійні

#### Християнство
- День Святого Єфрема Сирійського
- День Святого Колумби Ірландського

 Католицька церква:
- День Святого Жозе де Аншієта

 Православна церква:
- Святителя Кирила, архієпископа Олександрійського.
- Мучениць Фекли, Марфи і Марії в Персії.

### Іменини
✙ Православні: Кирило, Марфа, Марія
✝  Католицькі: Діана, Людмила

## Події
- 1534 — Жак Картьє відкрив річку Св. Лаврентія.
- 1786 — У Нью-Йорку вперше надійшло в продаж морозиво.
- 1866 — метеорит «Княгиня» — упав на Закарпатті
- 1801 — В Російській імперії заборонено публікацію в пресі оголошень про продаж кріпаків без землі.
- 1822 — У США запатентована штучна щелепа.
- 1847 — Російський імператор Микола I підписав вирок, за яким маляр і поет Тарас Шевченко віддавався в солдати.
- 1889 — На місці спалення Джордано Бруно в Римі відкритий його пам'ятник.
- 1898 — Велика Британія отримала від Китаю територію Гонконгу в оренду строком на 99 років.
- 1920 — відступаючими польськими військами у Києві зруйновано усі мости через Дніпро, у тому числі Миколаївський ланцюговий міст.
- 1931 — У СРСР запущено швидкісний потяг «Червона стріла» (Москва—Ленінград).
- 1934 — На екранах уперше з'явився герой мультфільмів каченя Дональд Дак.
- 1984 — У Гільдію кіноакторів США як почесного члена прийняли каченя Дональда Дака.
- 1988 — Стрибун із жердиною Сергій Бубка у Братиславі встановив світовий рекорд — 6,05 м.
- 1994 — Президент Казахстану Нурсултан Назарбаєв оголосив про перенесення столиці з Алма-Ати до Акмоли (колишній Цілиноград, нині Астана).
- 1995 — У Сочі президенти Росії і України підписали договір про розділ Чорноморського флоту.
- 2009 — Українська прем'єра та кінотетральний реліз фільму «Las Meninas» (режисер Ігор Подольчак).

## Народились
Дивись також Категорія:Народились 9 червня
- 1508 — Примож Трубар, видатний діяч Реформації у Словенії, лінгвіст, першодрукар. Перекладач на словенську мову Біблії.
- 1595 — Владислав IV Ваза, польський король
- 1775 — Георг Фрідріх Гротефенд, німецький лінгвіст, дослідник старожитностей, поклав початок дешифрування давньоперського клинопису.
- 1781 — Джордж Стефенсон, британський винахідник паровоза, будівельник першої у світі залізниці (†1848).
- 1812 — Йоганн Готфрід Ґалле, німецький астроном, який за розрахунками Урбана Левер'є відкрив планету Нептун (†1910).
- 1843 — Берта фон Зуттнер, австрійська новелістка, радикальна пацифістка та перша жінка-лауреат Нобелівської премії миру.
- 1872 — Коте Марджанішвілі, грузинський режисер, засновник грузинського театру.
- 1878 — Іван Мар'яненко (Петлішенко), український актор, режисер, педагог, народний артист СРСР.
- 1881 — Іван Луцькевич, ініціатор білоруського національного руху (†1919).
- 1886 — Косаку Ямада, японський композитор і диригент.
- 1891 — Коул Портер, американський композитор (†1964).
- 1915 — Лес Пол, американський гітарист, новатор у галузі звукозапису, один з творців електрогітари (†2009).
- 1916 — Роберт Макнамара, міністр оборони США (1961—1968), ідеолог війни у В'єтнамі (†2009).
- 1941 — Джон Лорд, англійський композитор, учасник груп Artwoods, Flower Pot Men, Deep Purple, Paice, Ashton & Lord, Whitesnake.
- 1951 — Ксенія Держинська, оперна співачка, двоюрідна сестра композитора Миколи Вілінського та музикознавця Олександра Оссовського.
- 1963 — Джонні Депп, американський актор.
- 1978 — Метью Белламі, фронтмен групи Muse
- 1978 — Мірослав Клозе, німецький футболіст.
- 1981 — Наталі Портман, акторка.
- 1983 — Сергій Василюк, фронтмен і засновник гурту Тінь Сонця

## Померли
Дивись також Категорія:Померли 9 червня
- 68 — Нерон, римський імператор, п'ятий і останній з династії Юліїв-Клавдіїв.
- 1856 — Амедео Авогадро, італійський фізик і хімік (*1776).
- 1870 — Чарлз Дікенс, англійський письменник (*1812).
- 1871 — Анна Аткінс, англійська вчена, ботанік і фотограф.
- 1963 — Василь Барвінський, український композитор (*1888).
- 1974 — Мігель Анхель Астуріас, гватемальський письменник. Лауреат Нобелівської премії з літератури 1967.
- 2008 — Анатоль Перепадя, український перекладач із романських мов (*1935).
- 2015 — Джеймс Ласт, німецький композитор, аранжувальник, керівник естрадного оркестру, відомий за піснею «Самотній пастух».
- 2022 — Роман Ратушний, український блогер, журналіст, учасник російсько-української війни